# اولسیا رولین
اولسیا رولین (روسی: Oлeся Юрьевна Pулин؛ زادهٔ ۱۷ مارس ۱۹۸۶) یک هنرپیشه اهل روسیه-ایالات متحده آمریکا است. وی از سال ۲۰۰۱ میلادی تاکنون مشغول فعالیت بوده‌است.

## بخشی از فیلمشناسی
- ۲۰۰۶ - موزیکال دبیرستان Kelsey Nelson نقش مکمل
- ۲۰۰۷ - موزیکال دبیرستان ۲ Kelsey Neilson نقش مکمل
- ۲۰۰۸ - دبیرستان موزیکال ۳: سال آخر Kelsi Nielsen نقش مکمل
- ۲۰۰۶ - موزیکال دبیرستان Kelsi Nielsen فیلم تلویزیونی
- ۲۰۰۷ - موزیکال دبیرستان ۲ Kelsi Nielsen فیلم تلویزیونی
- ۲۰۱۰ - سی‌اس‌آی: میامی Andrea Williams قسمت: "Mommie Deadest"
- ۲۰۱۰ - منتالیست Sam Starks قسمت: "The Red Ponies"
- ۲۰۱۲ - تماس (مجموعه تلویزیونی) Girl in the Red Dress قسمت: "Safety in Numbers"
- ۲۰۱۴ - ان‌سی‌آی‌اس Kim Troutman قسمت: "Page Not Found"
- ۲۰۱۵ - شیفت شب (مجموعه تلویزیونی) Maya قسمت: "Darkest Before Dawn"
- ۲۰۱۷ - مرد خانواده Russian Meg Griffin Double (صداپیشه) قسمت: "A House Full of Peters"